# Пантар
Пантар (индон. Pulau Pantar) — второй по величине остров Алорского архипелага, который является в свою очередь частью Малых Зондских островов. В административном отношении входит в состав округа Алор индонезийской провинции Восточная Нуса-Тенгара.

## Географические особенности
К востоку от Пантара располагается остров Алор, к западу — остров Ломблен, к югу — остров Тимор, отделённый от Пантара широким проливом Омбай (около 72 км шириной). На севере остров омывается водами моря Банда. Составляет около 50 км с севера на юг и от 11 до 29 км с запада на восток. Площадь Пантара — 686,52 км². Восточная часть острова — более холмистая, западная — более плоская, постепенно понижающаяся в западном направлении от вулкана Сирунг (900 м). Самой высокой точной острова является вулкан Делаки, расположенный на южной оконечности Пантара и составляющий 1318 м над уровнем моря. Ввиду более низких абсолютных отметок, Пантар получает меньше осадков, чем соседний Алор. Сухой сезон продолжается большую часть года и прерывается лишь коротким сезоном дождей, продолжающимся в течение января и февраля.
Население Пантара по данным на 2010 год составляет 39 896 человек. Крупнейший населённый пункт — город Барануса. Экономика острова основана на сельском хозяйстве и рыболовстве. Основные с/х культуры: рис, кукуруза и маниок. В последнее время на северном побережье налаживается промышленное производство каррагинана. Осуществляется регулярное паромное сообщение.